# Тілель Таті
Тіле́ль Таті́ (фр. Tylel Tati; нар. 19 січня 2008) — французький футболіст, захисник клубу «Нант».

## Клубна кар'єра
Виступав за юнацьку команду «Руассі-ан-Брі», а 2023 року приєднався до академії «Нанта»..
17 серпня 2025 року дебютував в основному складі «Нанта» в матчі Ліги 1 проти клубу «Парі Сен-Жермен», вийшовши в стартовому складі.

## Кар'єра в збірній
Виступав за збірні Франції до 16 років і до 17 років.  

## Статистика виступів
Станом на 17 серпня 2025 
| Клуб              | Сезон             | Чемпіонат         | Чемпіонат | Чемпіонат | Кубок | Кубок | Єврокубки | Єврокубки | Інші  | Інші | Всього | Всього |
| Клуб              | Сезон             | Дивізіон          | Матчі     | Голи      | Матчі | Голи  | Матчі     | Голи      | Матчі | Голи | Матчі  | Голи   |
| ----------------- | ----------------- | ----------------- | --------- | --------- | ----- | ----- | --------- | --------- | ----- | ---- | ------ | ------ |
| Нант              | 2025–26           | Ліга 1            | 1         | 0         | 0     | 0     | 0         | 0         | 0     | 0    | 1      | 0      |
| Всього за кар'єру | Всього за кар'єру | Всього за кар'єру | 1         | 0         | 0     | 0     | 0         | 0         | 0     | 0    | 1      | 0      |